# Malik Beasley
Malik JonMikal Beasley (ur. 26 listopada 1996 w Atlancie) – amerykański koszykarz, występujący na pozycji rzucającego obrońcy, obecnie zawodnik Detroit Pistons.
5 lutego 2020 trafił w wyniku wymiany z udziałem czterech zespołów do Minnesoty Timberwolves. 6 lipca 2022 został wytransferowany do Utah Jazz. 9 lutego 2023 dołączył do Los Angeles Lakers w wyniku transferu. 6 lipca 2023 został zawodnikiem Milwaukee Bucks. W lipcu 2024 podpisał kontrakt z Detroit Pistons.

## Osiągnięcia
Stan na 18 lutego 2024, na podstawie, o ile nie zaznaczono inaczej.
NCAA
- Zaliczony do:
  - I składu pierwszoroczniaków ACC (2016)
  - składu All-ACC Honorable Mention (2016)

NBA
- Uczestnik  konkursu rzutów za 3 punkty (2024)[7]